# Blindagem
Blindagem é a tecnologia utilizada para proteger um objeto, um indivíduo ou um veículo de lesões ou danos físicos, especialmente contra armas de fogo durante um combate ou em ambientes e atividades potencialmente perigosas.
A blindagem pessoal é usada para proteger soldados e animais de guerra. A blindagem de veículos é usada em navios de guerra, veículos blindados de combate e algumas aeronaves de combate, principalmente aeronaves de ataque ao solo. 
Um segundo uso do termo blindagem descreve as forças blindadas, as armas blindadas e sua função em combate. Após o desenvolvimento da guerra blindada, os tanques e a infantaria mecanizada e suas formações de combate passaram a ser chamados coletivamente de "blindagem".

## Pessoal

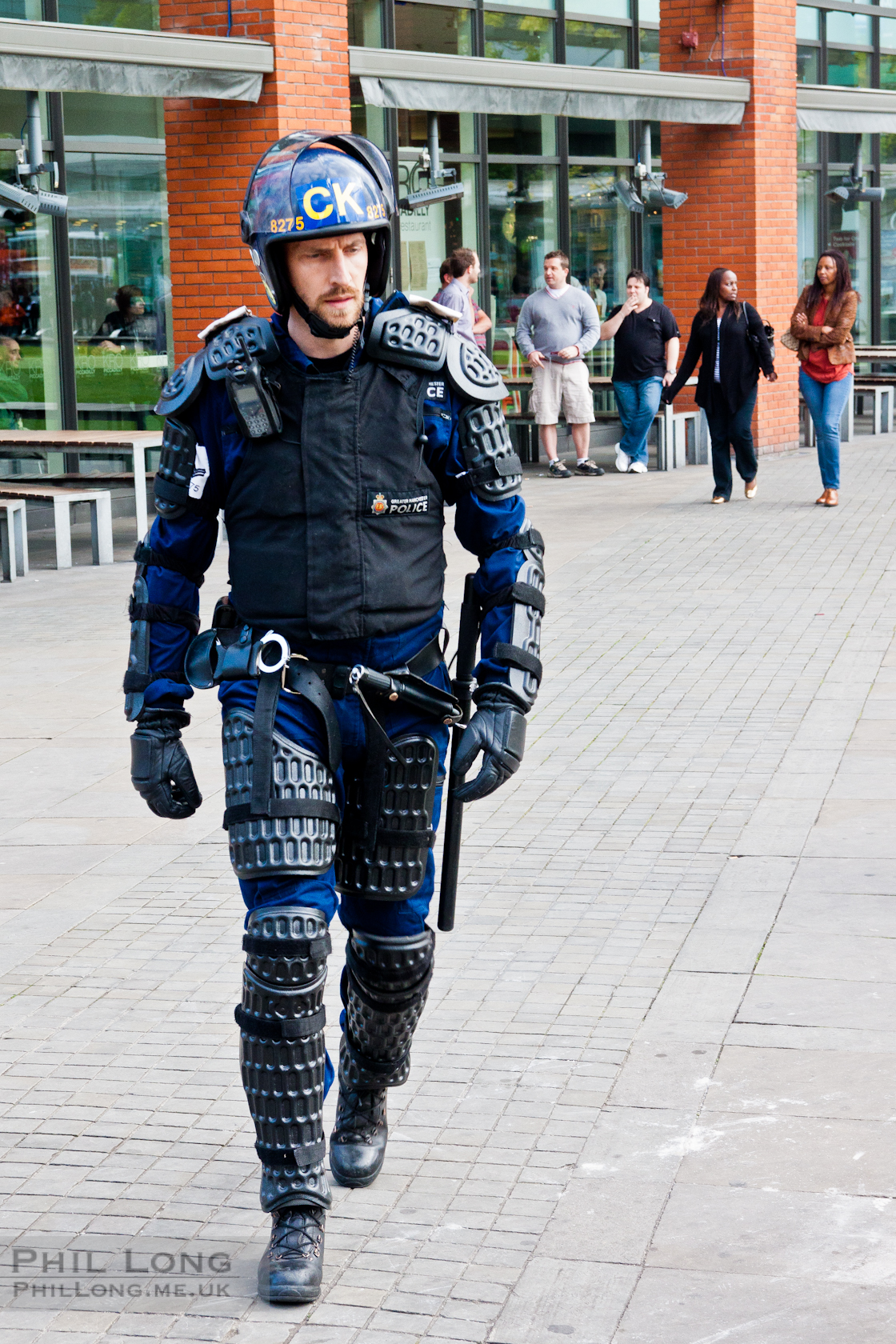
Policiais de choque com proteção corporal contra impacto físico. No entanto, ele não oferece muita proteção contra armas de fogo

A armadura tem sido usada em toda a história documentada. Ela é feita de uma variedade de materiais, começando com o uso de couros ou tecidos como proteção e evoluindo através da cota de malha e da placa de metal até os compostos modernos de hoje. Durante grande parte da história militar, a fabricação de armaduras pessoais de metal dominou a tecnologia e o emprego de armaduras. 
A armadura impulsionou o desenvolvimento de muitas tecnologias importantes do mundo antigo, incluindo laminação de madeira, mineração, refino de metal, fabricação de veículos, processamento de couro e, mais tarde, trabalho decorativo em metal. Sua produção foi influente na Revolução Industrial e promoveu o desenvolvimento comercial da metalurgia e da engenharia. A armadura também foi um fator importante no desenvolvimento de armas de fogo, que, por sua vez, revolucionou a guerra.

## Veículos

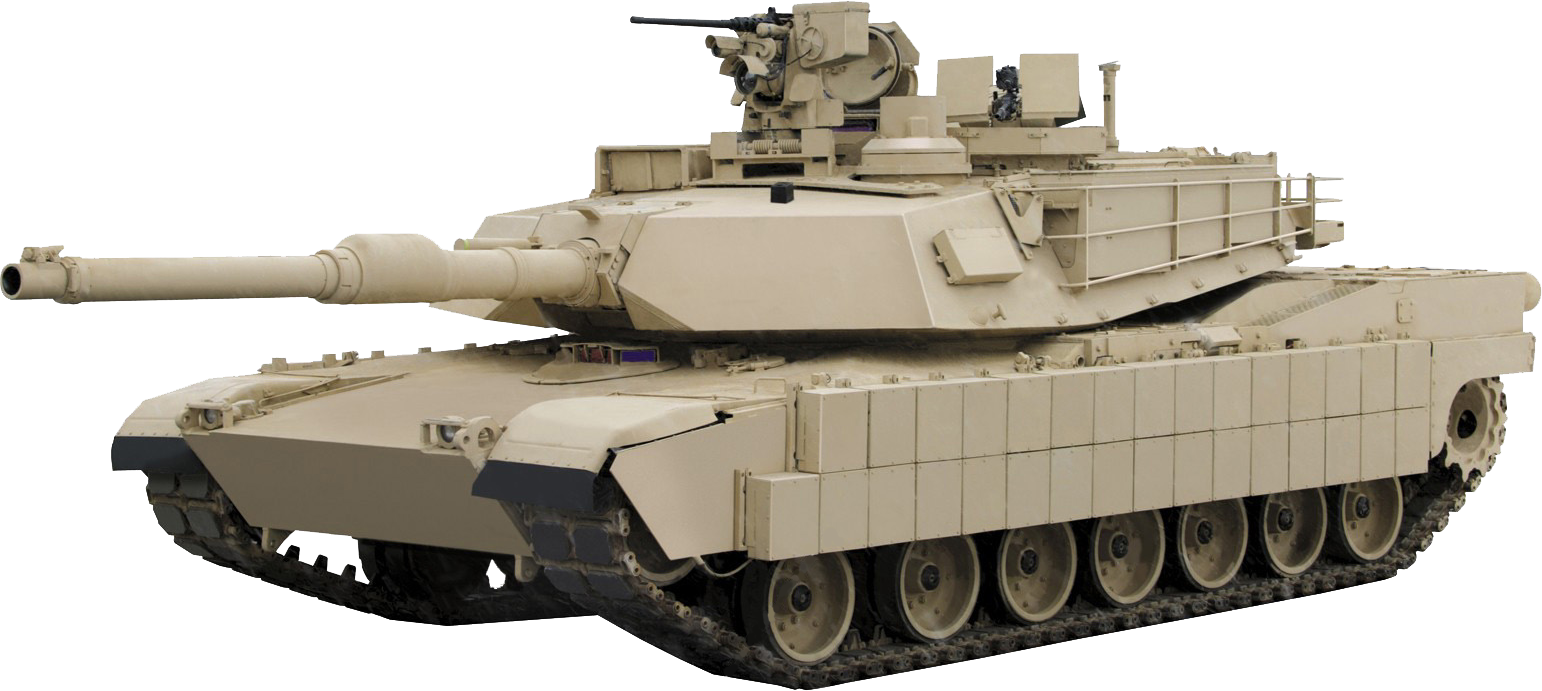
O M1 Abrams do Exército dos Estados Unidos com a atualização TUSK utiliza blindagem compósita, reativa e de barras

A primeira tecnologia moderna de produção de blindagem foi usada pelas marinhas na construção do navio de guerra ironclad, atingindo o ápice de seu desenvolvimento com o navio de guerra. Os primeiros tanques foram produzidos durante a Primeira Guerra Mundial. A blindagem aérea tem sido usada para proteger pilotos e sistemas de aeronaves desde a Primeira Guerra Mundial. 
No uso das forças terrestres modernas, o significado de blindagem se expandiu para incluir o papel das tropas em combate. Após a evolução da guerra blindada, a infantaria mecanizada foi montada em veículos de combate blindados e substituiu a infantaria leve em muitas situações. Na guerra blindada moderna, as unidades blindadas equipadas com tanques e veículos de combate de infantaria cumprem a função histórica de cavalaria pesada, cavalaria leve e dragões, e pertencem ao ramo blindado da guerra.